# Sereno Watson
Sereno Watson (East Windsor Hill, Connecticut, 1 de diciembre de 1826 - Cambridge, Massachusetts, 9 de marzo de 1892) fue un botánico estadounidense.

## Biografía
En 1847 se graduó en Yale. Desempeñó varias ocupaciones hasta que, en California, se unió a la "Expedición de Clarence King", llegando a ser "botánico expedicionario". Oposita y gana, recomendado por A. Gray como asistente en el "Herbario Gray" de la Universidad de Harvard en 1873, pasando con el tiempo a ser su curador (idea aprox. a la de un curador (arte)), puesto que mantiene hasta su deceso.
En la década de 1890, dio clases de fotografía a su sobrina Edith Watson en la Universidad de Harvard.

## Obra
- Botánica, en Informe de la exploración geológica al paralelo 40º hecha... por Clarence King, 1871

- Contributions to American Botany. En: Proc. of the Am. Academy of Arts and Sciences 14, 1879, p. 213–303

- Contributions to American Botany. En: Proc. of the Am. Academy of Arts and Sciences 22, 1887, p. 396–481.

- Contributions to American Botany. En: Proc. of the Am. Academy of Arts and Sciences 26, 1891, p. 124–163.

## Honores

### Membresías
- 1874: de la Academia Estadounidense de las Artes y las Ciencias.[3]
- 1889: de la Academia Nacional de Ciencias de Estados Unidos.[4]

### Eponimia
Las siguientes especies fueron nombradas en su honor: Alternanthera watsonii, Atriplex watsonii, Brickellia watsonii, Chorizanthe watsonii, Oxytheca watsonii, Selaginella watsonii, Tricardia watsonii
- La abreviatura «S.Watson» se emplea para indicar a Sereno Watson como autoridad en la descripción y clasificación científica de los vegetales.[5]